# Tallans
Tallans település Franciaországban, Doubs megyében. Lakosainak száma 47 fő (2022. január 1.). Tallans Montussaint, Avilley, Battenans-les-Mines, Rognon és Tournans községekkel határos.

## Népesség
A település népessége az elmúlt években az alábbi módon változott:
| Lakosok száma | 13   | 31   | 25   | 32   | 51   | 52   | 47   | 47   | 47   | 47   |
|               | 1968 | 1982 | 1990 | 2006 | 2013 | 2015 | 2017 | 2019 | 2020 | 2022 |